# 21705 Subinmin
21705 Subinmin è un asteroide della fascia principale. Scoperto nel 1999, presenta un'orbita caratterizzata da un semiasse maggiore pari a 2,6882873 UA e da un'eccentricità di 0,0962936, inclinata di 3,23911° rispetto all'eclittica.